# 삼일로 (무안군)
삼일로(Samil-ro)는 전라남도 무안군 삼향읍 대안교차로에서 무안군 몽탄면 명산삼거리까지 연결하는 도로이다.

## 주요 경유지
전라남도
- 무안군 (삼향읍 - 일로읍 - 몽탄면)

## 노선경로
| 이름                  | 접속 노선                 | 소재지 | 소재지               | 비고 |
| --------------------- | ------------------------- | ------ | -------------------- | ---- |
| 대안 교차로           | 지방도 제820호선 (임성로) | 무안군 | 삼향읍               |      |
| 삼향맥포리 교차로     | 국사로                    | 무안군 | 삼향읍               |      |
| 삼향교                |                           | 무안군 | 삼향읍               |      |
|                       | 일로읍                    | 무안군 |                      |      |
| 월암 교차로           | 지방도 제815호선 (문화로) | 무안군 | 지방도 제820호선구간 |      |
| 일로읍사무소앞 교차로 | 일로중앙로                | 무안군 | 지방도 제820호선구간 |      |
| 일로읍용산리 교차로   | 백련로                    | 무안군 |                      |      |
| 일로읍신기리 교차로   | 백련로 봉명양정로         | 무안군 |                      |      |
| 파군교                |                           | 무안군 | 몽탄면               |      |
| 명산사거리            | 몽탄로                    | 무안군 | 몽탄면               |      |

## 주요건물및 시설
- LG전자 목포물류센터 (삼일로 138/용포리 598)
- GS칼텍스 상아주우소 (삼일로 232/용포리 272-1)
- S-OIL 연꽃주유소 (삼일로 503/월암리 288-2)
- GS칼텍스 일로유달주유소 (삼일로 554/용산리 693-1)
- 현대자동차 블루핸즈 일로점 (삼일로 558/용산리 693-3)
- SK에너지 영화주유소 (삼일로 890/광암리 659-10)